# 下浦站
下浦站（日语：／ Shimoura eki */?）是一位於日本德島縣名西郡石井町，隸屬於四國旅客鐵道（JR四國）的鐵路車站，車站編號為B06。本站只停靠普通列車。

## 車站結構
現時以簡易車站模式運作，第1代車站為石油氣專用車站，因此設計非常簡單，二戰期間和同線的麻植塚站一同曾休止營業，直至1957年才復業並改為客運車站。只設有側式月台1座，為列車不能交換車站，有效長度為4輛，車站暨月台出入口設於末端向牛島站方向，為無障礙斜道，並在出入口旁設小型有蓋候車亭及座椅，自動售票機則暫未設置。
早上最初的3班上行列車能直通至牟岐線，其他班次則只到達德島站。列車停靠時，上行往德島方向為左側開門；下行往阿波池田方向為右側開門。

### 月台配置
| 路線    | 方向 | 目的地                                  |
| ------- | ---- | --------------------------------------- |
| ■德島線 | 下行 | 阿波川島、穴吹、阿波池田方向            |
| ■德島線 | 上行 | 德島、直通■牟岐線至阿南、桑野、海部方向 |

## 歷史
- 1934年9月20日：開業。
- 1941年8月10日：因爆發二戰，暫時休業。
- 1957年11月1日：重新在原址開業，並成為客運車站。
- 1987年4月1日：日本國鐵分割民營化，車站的營運由JR四國繼承。

## 相鄰車站
四國旅客鐵道
■德島線
石井（B05）－下浦（B06）－牛島（B07）